# MIG-seq
MIG-seq（Multiplexed ISSR Genotyping by Sequencing）は主に集団遺伝研究で用いられる縮約ゲノム解析法の一つ。
次世代シーケンサー（NGR）を用いて、一塩基多型（SNP）のジェノタイプをゲノムワイドに決定する。

## 材料
1stPCR
- テンプレートDNA
- 1stPCRプライマー
- Multiplex PCR Buffer
- Multiplex PCR Enzyme Mix

2ndPCR
- 5 × PrimeSTAR GXL Buffer
- dNTP
- PrimeSTAR GXL DNA Polymerase
- ユニバーサルプライマー（ForwardとReverse）

シーケンス
- 次世代シーケンサー

## 方法
1. 1stPCRを行い多数のISSR領域を増幅する。
2. multipelx PCR（2ndPCR)を行い、シーケンシングに必要な配列とインデックス配列を付加しゲノムの縮約ライブラリーを作成する。（増幅された多数の DNA 断片は、高度に縮約されたゲノムDNAライブラリと言い換えることができる。[3]）
3. 次世代シーケンサーを用いてゲノムワイドな一塩基多型情報を取得する。

## メリット
- 生物種にかかわらず統一した手法で簡便に分析できる。
- 微量・劣化DNA試料でもゲノムワイドな解析に用いることができ、適用範囲が広い。
- 数百サンプルを一度に解析できる。
- 短期間でSNP情報を得ることができる。
- 低価格。[4]

## 研究例
1. 個体間レベル：ジェネット（クローン）識別
2. 集団間レベル：集団遺伝・分子系統地理
3. 近縁種間レベル：雑種識別
4. 種（あるいは属）間レベル：系統関係